# Kévin Kornath

a Compétitions nationales et continentales officielles uniquement.

b Matchs officiels uniquement.
Dernière mise à jour le 1 novembre 2022.
Kévin Kornath, né le 27 décembre 1996 à Aurillac, est un joueur de rugby à XV qui évolue depuis 2020 au poste de troisième ligne au Castres olympique.

## Biographie
Kévin Kornath est originaire de Montélimar dans le département de la Drôme.
Il découvre le rugby à UMS Montélimar puis il rejoint le club de FC Grenoble en 2012.
En septembre 2016, à seulement 19 ans il dispute son premier match en professionnel en Top 14 avec son club formateur.
En juin 2017, il signe un contrat avec le Montpellier HR où il est finaliste du championnat de France de Top 14 en 2018.
Pour la saison 2020-2021, il signe au Castres olympique où il est finaliste du championnat de France de Top 14 en 2022.
En novembre 2022, il est appelé avec les Barbarians français, dans un groupe de 23 joueurs, pour affronter les Fidji au Stade Pierre-Mauroy. Il est titulaire en deuxième ligne aux côtés du joueur du RC Toulon, Mathieu Tanguy. Les Barbarians s'inclinent finalement sur le score de 14 à 46.

## Palmarès

### En club
- Championnat de France :
  - Vice-champion (2) : 2018 (Montpellier Hérault Rugby) et 2022 (Castres olympique)